# Ada Lewis-Hill

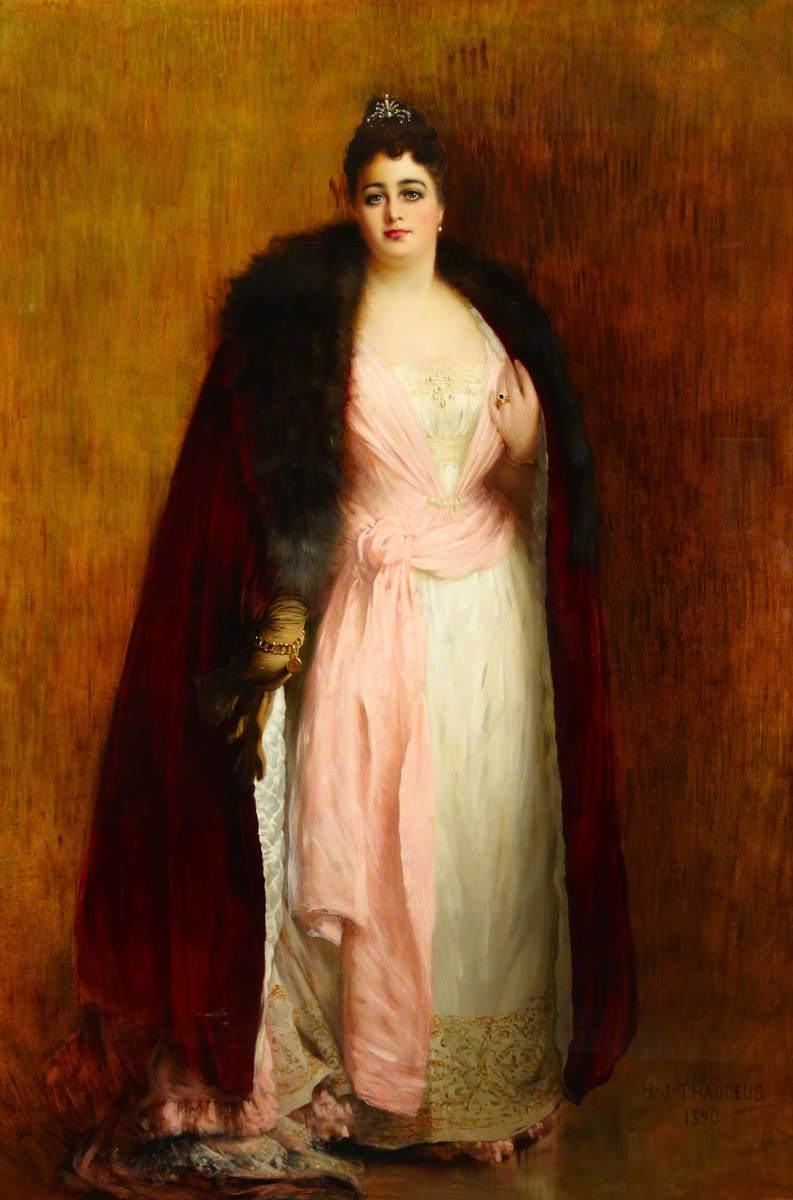
Ada Lewis-Hill, Henry Jones Thaddeus, 1890

Ada Hannah Lewis-Hill (* 26. April 1844 in Liverpool; † 13. Oktober 1906 in London) war eine englische Amateurmusikerin und Stifterin.
Ada Lewis war die Schwester der Komponistin Hope Temple und Schwägerin des Dirigenten und Komponisten André Messager. Sie selbst spielte Geige und Cello. Sie heiratete 1867 in Dublin den Finanzier und Philanthropen Samuel Lewis. Dieser hinterließ nach seinem Tod einen Betrag von 670.000 Pfund für den The Samuel Lewis Trust (heute: Southern Housing Group), eine Stiftung zum Bau von Wohnungen für Bedürftige. In zweiter Ehe heiratete Ada Lewis William James Montague Hill.
Im Jahr 1901 stiftete sie die Ada Lewis Scholarships für ein Studium an der Royal Academy of Music, die an englische Musiker im Alter unter 22 Jahren vergeben werden. Zu den Preisträgern zählen u. a. Myra Hess, James Lockyer, Clara Butterworth, Vivian Langrish, Harriet Cohen, John Barbirolli, Ethel Bartlett, Jean Pougnet, Lilly Philips, Douglas Cameron, Hilda Bor, Gordon Mutter, Beatrix Marr, Guy Jonson, Ivey Dickson, Alexander Kok, Nona Liddell, Raymond Ovens und Sebastian Bell.
Als Dauerleihgabe des Samuel Lewis Trust befindet sich in der Royal Academy ein Porträt Ada Lewis’ von Henry Jones Thaddeus. Weiterhin schenkte Lewis der Royal Academy die Stradivari „Habeneck“. Das Instrument wurde in jüngerer Zeit u. a. von David Martin, Ralph Holmes, Christopher Warren-Green und Rebecca Hirsh gespielt. Mit einer Spende von 5000 Pfund unterstützte Lewis die Errichtung des Jewish Maternity Hospital in der Underwood Road, das von 1911 bis 1939 bestand.